# Scolecobonaria filiformis
Scolecobonaria filiformis är en svampart som först beskrevs av W. Yamam., och fick sitt nu gällande namn av Augusto Chaves Batista 1962. Scolecobonaria filiformis ingår i släktet Scolecobonaria, klassen Dothideomycetes, divisionen sporsäcksvampar och riket svampar.   Inga underarter finns listade i Catalogue of Life.